# Colloque La femme du Québec – hier à aujourd’hui
Le colloque « La femme du Québec – hier à aujourd’hui » a eu lieu les 24 et 25 avril 1965 à l’hôtel Mont-Royal de Montréal. Deux journées d’études, de conférences et de commissions pour établir où en sont les femmes, 25 ans après leur obtention du droit de vote au Québec.
Ce colloque est l’initiative, entre autres, de la Fédération nationale Saint-Jean-Baptiste et de plusieurs associations féministes. S’y sont d’ailleurs rencontrées près de 400 femmes de la province de Québec.
Au terme de ce colloque naissait la Fédération des Femmes du Québec.

## Contexte
Le colloque « La femme du Québec – hier à aujourd’hui » a été mis en place afin de souligner le 25ème anniversaire du droit de vote pour les femmes dans la province de Québec. À l’exception des femmes autochtones (Inuites, métisses, « Premières nations »), c’était le 25 avril 1940 qu’on donna aux Québécoises l’opportunité de faire partie du corps électoral.
Ce colloque prend place dans le contexte historique de la Révolution tranquille. Au Québec, dans les années 1960, un vent de changement modernise la société et participe à l’obtention de plusieurs droits pour les femmes. Effectivement, c’est durant cette même période que la pilule contraceptive est popularisée et que les femmes cherchent à s’insérer davantage dans la sphère publique.
À cette époque, le fait de regrouper des associations diverses et de nature non confessionnelle était un réel défi. La religion avait encore beaucoup d'influence sur la population et elle s’insérait dans les sphères étatiques. Les mouvements sociaux progressistes étaient souvent perçus d’un mauvais œil par cette autorité traditionaliste.

## Le colloque, les discussions et les enjeux
Les discussions se sont articulées autour de trois thèmes et commissions, soient le statut juridique de la femme, la femme et l’économie du Québec, et la présence de la femme dans la société.

### Commission juridique
La commission juridique était dirigée par Alice Desjardins, professeure de droit constitutionnel à l’Université de Montréal. Les panélistes de la commission juridique étaient Luc Plamondon, Pierrette Moisan et Micheline Corbeil. En outre, une trentaine de femmes ont assisté à cette commission.
Plusieurs demandes émergent de cette commission, notamment une modification au Code civil du Québec pour reconnaître l’égalité entre les époux. De plus, une reconnaissance de l’autorité des parents sur les enfants est apportée. Puis, le thème de l’admission de l’autorité parentale en remplacement de l’autorité paternelle est aussi discuté.
Alors que sont pratiqués uniquement des mariages religieux dans ces années, une autre demande est formulée. Cette dernière, appuyée à l’unanimité, recommande la reconnaissance du mariage civil, la formation de fonctionnaires pouvant célébrer et faire reconnaître un mariage au civil.

### Commission de La Femme et l'économie du Québec
Cette commission est animée par Jeanne Duval, agente d’affaires du syndicat des employés d’hôpitaux, avec comme panélistes Huguette Plamondon, Robert Burns, Cécile Harris et Rachel Malenfant.
Mlle Plamondon, vice-présidente du Congrès du Travail du Canada, fait un lien entre les différentes commissions du colloque. Elle indique que c’est par le travail que les femmes obtiendront la libération, soit une égalité d’abord économique. Selon Plamondon, les femmes pourront ensuite aspirer à une reconnaissance juridique et prendre leur place au sein de la société.
Mlle Plamondon affirme que la nature de l’homme prend le dessus et, bien que le patronat accueille désormais au sein de leurs entreprises des femmes, c’est pour les exploiter et augmenter leur profit. Ce contexte est admis par un avocat qui a pris la parole pour faire valoir la pauvreté de la législation ouvrière en ce qui concerne les femmes.
Afin d’obtenir le plus rapidement possible l’obtention d’un salaire égal pour un travail égal, de cette commission découlent les demandes suivantes : une enquête gouvernementale approfondie sur le travail à temps partiel, que le salaire fixe lors de l’embauche soit le même peu importe le sexe de l’employé et que la loi qui interdit le travail de nuit aux femmes ne soit pas abrogée.
Également, pour faciliter l’accès au travail pour les femmes, sont établies les priorités suivantes : la création de garderies subventionnées, ainsi qu’un changement dans la loi pour que les frais payés pour les aides familiales puissent être déduits des impôts personnels.

### Commission traitant de la position des femmes dans la société
Les discussions dans cette commission non-spécialisée veulent mettre en lumière la conciliation entre le travail, le maintien du rôle au foyer et l’implication des femmes dans des organismes sociaux.
Les discussions entre Hélène David, Denise Lapointe et Sœur Ste-Marie-Rolande sont animées par Monique Bégin, sociologue.
Cette commission reçoit le plus fort achalandage au sein du colloque. La position des femmes dans la société est traitée. De cette commission ressort une image nouvelle des femmes québécoises : celles-ci souhaitent participer activement à la vie de la société, assumer des responsabilités, qu’elles soient ou non au foyer.

## Déjeuner de clôture
Ce déjeuner de clôture vient souligner le 25ème anniversaire du droit de vote des femmes. Il est animé par Mme Claire Kirkland-Casgrain, première femme députée et première femme ministre dans le gouvernement provincial. Selon elle, l’évolution du statut de la femme s’est faite en trois étapes consécutives, soit l’avènement du féminisme, ensuite la reconnaissance des femmes comme entité particulière avec le droit de vote, puis le fait de permettre aux femmes d’êtres vraiment des individus à part entière. Mme Kirkland-Casgrain souligne que la dernière étape est peut-être la plus difficile.
Le menu de ce déjeuner est identique au menu banquet offert le samedi 4 mai 1940 par la Ligue des droits de la femme. Cela a pour but de rendre hommage au premier ministre de l’époque, Joseph-Adélard Godbout.

## Hommage àThérèse Casgrain
Le colloque, mis sur pied pour souligner les 25 ans du suffrage féminin au Québec, a permis de rendre un véritable hommage à la marraine du droit de vote, Thérèse Casgrain, afin de lui transmettre admiration et gratitude.
À ce sujet, voici quelques mots prononcés par Yves Thériault : « Elle a toujours revendiqué alors que personne n’y songeait ; par sa ténacité, par son intelligence, elle a su créer autour d’elle des femmes qui aujourd’hui prennent la relève. »

## Portées du colloque
En clôture du colloque, il a été décidé à l’unanimité de poursuivre le travail accompli au cours de ces deux jours de rencontre et de fonder la Fédération des femmes du Québec, organisation non confessionnelle et multiethnique. Réjane Laberge-Colas a agi comme première présidente de la Fédération, de 1966 à 1967.
Pour sa part, Mme Thérèse Casgrain a pris la direction du comité provisoire chargé de préparer le 1er congrès de la Fédération. Celui-ci a lieu un an plus tard, les 23 et 24 avril 1966.
Pour l’époque, ce colloque a reçu une large couverture médiatique. Il a donné la chance à plusieurs autrices de journaux quotidiens d’aborder de sujets portant sur la politique ou le juridique. Cela est peu commun pour l’époque, puisqu’il est habituel pour les femmes journalistes d'être cantonnées à certains thèmes considérés strictement féminins.